# 匡村中学旧址
31°37′46″N 120°08′07″E / 31.62936°N 120.13531°E
匡村中学旧址，位于中华人民共和国江苏省无锡市惠山区洛社镇杨市匡村的锡山高级中学匡村实验学校校内，是江苏省文物保护单位。

## 沿革
匡村中学是企业家匡仲谋捐建，原为匡村小学堂，是清朝末期无锡地区废科举、兴新学而创办的最早的新式学之一。匡仲谋将其创办的亨吉利布厂改办为匡村初等小学堂，校舍进，每进七间，另有东西侧厢各一座，合计共有房屋40余间。1918年，匡村小学堂发展成为私立初级中学，校名改为匡村中学。
目前保存有铁门、侧厢房、校门、第一进和第二进房屋。旧址平面呈四合院式，左右院墙边有廊。正中一间均为穿堂，宽度比左右3间略小。第三进房屋，面阔与前两进完全相同。2003年，无锡市人民政府公布其为无锡市文物保护单位。2006年6月5日，江苏省人民政府公布其为第六批省级文物保护单位。2007年4月，无锡市新四军历史研究会、无锡博物院、江苏省锡山高级中学决定在旧址上设立“无锡抗日青年流亡服务团纪念馆”，并于10月开馆，钱敏题写馆名。

## 相关
- 江苏省锡山高级中学